# Пілієв Ніка Костянтинович
Ніка Костянтинович Пілієв (21 березня 1991, Тбілісі) — російський футболіст, півзахисник московського ЦСКА.

## Кар'єра
Дебютував в чемпіонаті Росії 16 травня 2009 року в матчі 9-го туру проти грозненського «Терека», вийшовши на заміну на 86-й хвилині . 31 серпня 2009 перейшов у московський ЦСКА . У складі армійців дебютував 15 вересня 2009 року в матчі Ліги чемпіонів проти німецького «Вольфсбурга», вийшовши на заміну у другому таймі.
В основі ЦСКА Ніка з'явився вже у наступному матчі — у столичному дербі проти «Динамо» і був одним з найкращих на полі. У складі ЦСКА в Прем'єр-лізі в 2009 році 5 разів виходив на поле, але в листопаді отримав травму і вибув до кінця сезону. В цьому ж місяці гравцеві ЦСКА була прооперована міжхребцева грижа. У серпні 2010 року був орендований пермським «Амкаром» .